# 国民革命军第二军
國民革命軍第二軍是中华民国国民政府所編製的武力，先後曾使用予撤銷過數次。曾先後組成三次：1925年、1929年、1948年。

## 沿革
第二軍並非黃埔軍校建軍後新建部隊，而是自湖南省省軍改制。在中華民國陸海軍大元帥大本營治理時代，孫中山取得國民黨湖南實力派譚延闓、譚道源的支持，藉助譚延闓的號召，一部分湖南陸軍（湘軍）投靠廣州政府，對抗北京政府的南討部隊。效忠於孫中山的湖南陸軍後來改稱建國湘軍，最初號稱有五個軍、三個縱隊。構成第二軍的主力部隊包括了湘軍第三混成旅，旅長謝國光、湘軍第六混成旅，旅長陈嘉佑。這兩個部隊後來更名為建國湘軍第三軍、建國湘軍第五軍，但部隊並無擴編，還因在江西省的戰爭而多有折損。

### 湘軍時代
國民革命軍整建時，最初並未整編以省為基礎的建國軍系統。直到孫中山病故，第一次國民革命軍東征後處份完反叛的建國滇軍、建國桂軍系統後，蔣中正開始對各省軍系統進行重編改名。
民國十四年（1925）7月，國民政府軍事委員會下令建國湘軍第三軍、第五軍合編更名為國民革命軍第二軍，軍長谭延闿，副軍長鲁涤平，參謀長岳森，黨代表汪精卫（未到任），政治部主任李富春。第二軍下轄國民革命軍第4師（师长张辉瓒），編有第10、11、12團；國民革命軍第5師（师长谭道源），編有第13、14、15團；國民革命軍第6師（師長戴岳），編有第16、17、18團。民國十五年（1926）春季，第二軍增設教导师，师长陈嘉祐:27。編有教導第1、2團。
1926年北伐開始後，譚延闓率領國民革命軍第5師和教導師留守廣東:27-28；第4師、第6師則編入北伐軍第二路軍（東路軍）序列，參加在江西省與孫傳芳部隊交鋒的多場戰爭。在民國15年10月的南昌攻城戰中第6師擔任攻堅部隊，但攻入南昌城門的作戰中後挫，後在11月加入對南昌城的總攻與後續追擊。江西省戰役結束後，第二軍北伐部隊調入北伐軍中央路軍江右軍第二縱隊序列，由鲁涤平指揮攻入浙江省，佔領滬寧鐵路，控制進入南京的主要交通動線。民國16年（1927）3月24日，配合國民革命軍第六軍攻佔南京。4月，渡过长江，占领滁州。
同時，國民政府內爆發四一二事变，譚延闓在事變中的立場處於支持與該軍較為親密的汪精衛，而試圖控制南京，逼迫將蔣中正投降。但是與其共謀的第六軍軍長程潛最後反悔支持南京一方，蔣中正原本計畫在何應欽指揮的北伐軍北上後集中兵力包圍尚未完成渡江的第二軍，並奪取其控制權。但譚延闓決定抗令將部隊西進湖北省，繼而回師老巢湖南省，並脫離南京國民政府，接受武漢國民政府指揮。1927年5月，軍長谭延闿卸職，由魯涤平升任；魯涤平的副軍長職則由第四師師長张辉瓒接任，並增設秘書長簡易。第5師、教導師因軍隊擴編之故調出第二軍，成為新成立的國民革命軍第十三軍之一部，缺編戰力由新成立的國民革命軍第23師補充，師長朱耀华。同年7月，因國民革命軍第十四軍上層指揮體系遭到軍紀處分並縮編部隊，因此白崇禧決定將同樣是湖南籍的第5師調入十四軍。
也由於第二軍在寧漢分裂期間的行動，使得武漢政府也難以指揮該軍，因此第二軍並未投入第二期北伐。民國十六年（1927）10月8日，宁汉合流，該師仍持續駐紮湖南。
第二軍因政治立場加上缺乏軍功建樹，在民國十七年（1928）7月的編遣會議中被撤編，部隊打散。部隊分成國民革命軍第18師，師長鲁涤平、副師長張輝瓚，下轄國民革命軍第52旅，旅長戴岳、53旅，旅長王捷俊、54旅，旅長朱耀華、國民革命軍第50師，師長譚道源，下轄國民革命軍第148、149、150旅。

### 混編軍時代
第二軍番號收回後，在民國十八年（1929）3月2日重新啟用，與上一代第二軍相比，此代的第二軍省軍背景雖然仍然濃厚，但已經非單一省籍的地方部隊，而是各投靠國民政府的省軍合編，搭配中央軍系指揮官出生的旁系中央軍部隊。
此次第二軍軍長由朱绍良擔任，由國民革命軍第8師（賀耀祖系統下的國民革命軍第四十軍縮編改組，湖南省軍系統）、第13師（夏斗寅系統下的國民革命軍第二十七軍縮編改組，湖北省軍系統）、國民革命軍獨立第1旅（旅長陳耀漢，直魯聯軍殘軍改編），該軍組成後投入蔣桂戰爭作戰。
戰後，第8師隨著朱紹良調入國民革命軍第6路軍投入與西北軍之作戰、第13師歸入國民革命軍第三軍團，獨立第1旅則擴充成國民革命軍新編第26師。1929年10月，第二軍番號撤銷:29。

### 中央軍時代
1929年年尾，南京政府再度重新啟用第二軍編制；但與年初成立最大的差異，是這支第二軍在定義上是標準的中央軍系統。
第三次編成的第二軍軍長蔣鼎文、副軍長陳誠、下轄國民革命軍第6師（浙江陸軍第3師改編），師長陳焯、副師長方策，轄有第16（旅長郭懺）、17（旅長趙觀濤）、18旅（旅長邢震南）、第9師，師長蔣鼎文，轄有第25旅（黃埔軍校教導團第1團改編，旅長甘麗初）、26旅（國民革命軍第1師改編，旅長李延年）、27旅（國民革命軍第22師改編，旅長岳相如）、第11師（國民革命軍司令部警衛第一、二、三團整編，師長陳誠）、國民革命軍獨立第4旅（旅長羅霖），蔣鼎文與陳誠和蔣中正的關係是從黃埔軍校建校起即深植，而第6師與蔣等人同為浙江省籍，在政治群系上也屬於效忠南京政府的一群。
第二軍組建後隨即投入1929年10月爆發的蔣唐戰爭，編入國民革命軍第二路軍，鎮守武漢。蔣唐戰爭結束後，獨4旅調出第二軍，擴編成國民革命軍新編第22師，後成為國民革命軍第77師。
1930年5月，該軍投入中原大战，隸屬國民革命軍第三軍團建制。:30，此時第11師已經被抽調給國民革命軍第二軍團使用，第二軍在中原大戰期間僅有2師規模可供運用。同年8月，11師因戰功拔擢增編為國民革命軍第十八軍，實質抽離第二軍系統。中原大戰中，第二軍佈署在平漢鐵路沿線與西北軍交戰，在6月攻擊杞縣時遭吉鴻昌指揮的西北軍第3路軍給重創，作為軍主力的第9師折損破半，因此停止攻勢轉入防禦，直到11月西北軍總崩時，第二軍才恢復攻勢狀態收繳西北軍殘軍武力。在中原大戰末期。第6師收編了西北軍張維璽投降部隊，使該師規模增加到3旅9團的規模。
民國二十年（1931年）6月，第二军調入江西省，投入中央蘇區第三次反圍剿戰爭，在剿共戰爭期間軍一級指揮單位虛級化，由更上一階的集團軍直接指揮各師，第二軍的2個師皆由左路集團軍指揮，此後第6師擴編成國民革命軍第八軍，脫離第二軍系統。同年9月，第9師遭到中國工農紅軍第三軍攻擊下折損了師獨立旅與炮兵團。1932年6月，軍長蔣鼎文因剿共政務所需無法兼顧師級職務，故卸任師長一職，由李延年調職第9師師長。
民國二十二年（1933），第二軍投入中央蘇區第四次反圍剿戰爭，編入中路軍第三縱隊。由於作為中路軍攻擊主力的11師遭到殲滅，作戰失敗，第9師撤回攻擊發起區。同年9月，國民革命軍第一軍第3師調歸第二軍建制，第二軍投入中央苏区第五次反围剿战争，編入東路軍第二路軍運用。同年11月，因閩變爆發，在江西省的第二軍改編剿閩左翼軍，擊潰了閩軍防線。
在閩變敉平後，民國二十三年（1934）第二軍再度投入第五次江西剿共戰爭，對中央蘇區進行圍攻，並與中國工農紅軍第一軍團、中國工農紅軍第九軍團交戰。在中共放棄中央蘇區後，第二軍並未投入追擊序列，而是繼續駐紮在福建省與江西省一帶，贛粵閩湘邊區被改組成駐閩綏靖公署，公署駐地福建漳州，國民革命軍第80師在此時該軍建制:30。第二軍在此後2年駐紮福建省，為第10綏靖區、第11綏靖區的編制部隊。除了在兩廣事變期間第9師有離開駐地區南下進入閩粵邊界施壓外，第二軍基本上都常駐福建北部，除了對當地進行綏靖任務，同時也接受調整師的換訓作業。
淞滬會戰後爆發後，第二軍在9月北調上海投入對日抗戰。蔣鼎文升任國民革命軍第四集團軍總司令，第二軍成為第四集團軍麾下部隊之一，李延年接任第二軍军长，兼第9師師長。第二軍仍維持第3、9、80師編制。
在松滬會戰撤退後，第二軍投入徐州會戰支援第20兵團。在徐州會戰撤退後，第二軍被拆分擴編，第3師被抽出作為成立國民革命軍第八軍的基礎部隊，第80師則被抽出成為國民革命軍第一百軍的基礎部隊，第二軍再度僅存第9師，並編入第九戰區的第十五軍團（指揮官萬耀煌）。在重整期間，軍委會將原屬於國民革命軍第二十五軍的140師、以及原先駐防廣東省的國民革命軍第93師編入維持戰力。隨後因李延年升任第十一軍團指揮官，第二軍也從第十五軍團調為第十一軍團運用，但仍是由第九戰區節制。因軍長兼軍團指揮官，因此第二軍戰力再度遭到拆分，140師調給了國民革命軍第三十七軍、93師則成為國民革命軍第六軍的部隊，第十一軍團隨後投入武汉会战使用，駐防田家鎮要塞，由於第二軍又再度僅存1個師，陳誠只好將國民革命軍第57師調入第二軍補充戰力。
在田家鎮要塞駐守的第二軍，在民國二十七年9月遭到日軍包圍攻擊，在防禦十餘日後因戰力告竭撤離該要塞，撤往湖南衡陽整訓。武漢會戰後，57師撥入國民革命軍第七十四軍運用，編制缺額則由抗戰後新成立的國民革命軍第八十六軍所屬之103師補充。:30
民國二十八年（1939），第二軍調入四川清剿土匪，同年5月李延年決定提拔沈發藻擔任第二軍副軍長，秋季第二軍調往廣西駐防。同年年底桂南會戰爆發，第二軍編入國民革命第三十八集團軍，擔任會戰預備隊運用。期間國民革命軍第七十九軍所屬第76師移編第二軍強化該軍戰力。崑崙關戰役後，第二軍接手了國民革命軍第五軍之崑崙關防務，隨即在日軍後續的反擊作戰中遭到重創，崑崙關失守之外第9師師長兼副軍長鄭作民也遭到日軍炸死。
桂南會戰後，民國二十九年（1940）初第二軍調往湖南休整，編入第九戰區序列。休整期間，103師則被調給了第八軍，103師的缺額則由國民革命軍新編第33師補充。同年6月，第二軍投入第二階段之棗宜會戰，但該役並未有確切戰果。同年9月，第二軍調往抗日戰爭第六戰區，作為防禦四川門戶之任務。
民國三十年（1941）9月，第二次長沙會戰爆發。因第九戰區遭到致命性打擊，因此軍委會下令第三、第五、第六戰區發動攻勢挽救第九戰區的劣勢。第六戰區在此時出動了16個師圍攻宜昌，其中包括了第76師，第76師在攻入宜昌時參加了圍攻日軍第13師團，但未能殲滅該部隊。在長沙會戰後，雖然軍委會要求第二軍進行休整，但因為在前線與日軍進行頻繁的游擊戰，因此該師仍持續進行作戰，直到同年11月才調入四川進行整訓。
民國三十一年（1942）6月，李延年升任第三十四集团军司令，王凌云接任军长:31。
民國三十二年（1943）3月，第二軍移防雲南，編入中國遠征軍序列，由第二十集團軍所轄，並開始進行美械訓練與整訓。民國三十三年（1944），第二軍投入滇西緬北戰役，但因為從二十集團軍調為第十一集團軍建制，因此未加入戰役前期的強攻任務，在戰役中期的6月，第二軍渡過怒江，投入攻占芒市，與日軍第56師團進行交戰。滇緬戰役告一段落後，第二軍以芒市為駐地，確保中印公路之防禦任務。
民國三十四年，新編33師遭到撤裁，所屬人員調入國民革命軍榮譽第二師。同時因國民革命軍第六軍遭到撤裁，其所屬的國民革命軍暫編第2師則被調入第二軍補充戰力。

## 國共內戰
抗戰勝利後，1946年6月國軍整編，第二軍更名為整編第9師，下轄整編第9旅（旅长陈克非）、整編第76旅、預備第2旅，整師規模約3萬人。
1947年1月，整编第9师从云南调湖北汉口，后奉陆军总司令顾祝同的命令赴徐州。4月上旬到达徐州，旋即奉命开往临沂归汤恩伯第一兵团指挥，整9师预备第2旅改番号为整46旅。1947年4月中旬，整9师至新安镇地区。随后奉命立即开往兖州归王敬久的第二兵团指挥。几天后又奉命开往大汶口归欧震的第三兵团指挥，欧震命令整9师进攻肥城，还没到达目的地，顾祝同又命令整9师开往新泰归范漢傑的陆军总司令部郑州指挥所指挥。到达新泰后，立即奉命开往蒙阴以东协助整25师解救被困孟良崮的整74师。5月中旬到达蒙阴以东，并与整25师黄百韬部取得联系。
1947年7月上旬陆军副总司令范汉杰兼任胶东兵团司令官，整9师归胶东兵团建制，随后为策应整11师进攻南麻，整9师奉命攻击沂水。7月中旬，整九师占领沂水。7月下旬，由于整11师被华东野战军包围于南麻，整九师奉命增援。
1947年9月上旬，胶东兵团全力发动进攻，以整8、9、25、54师并列为前梯队，整45、64师紧紧尾随，采取齐头并进、密集平推的“梳篦战术”。整9师奉命由平度西郊大营（今李园街道大营村）向平度进攻；整46旅在沂蒙山区损失严重，已把能作战的单位分拨到整9和整76旅，整46旅后调整补。9月中旬，整九师向华东野战军第十三纵队第38师守备的高山、勾山阵地（均为招远县下设的区）发起猛攻，不久占领夏甸。至9月中旬，胶东兵团已攻占15座县城。许世友指挥内线作战10余次，歼敌1.4万人；华野二、七纵队外线作战进攻诸城，歼整64师1700人。9月22日，许世友率华野九、十三纵掩护华东局机关，从整8、9师结合部突围转入外线。10月上旬，整9师和整45师由亭口、高密、潍县增援被困守在范家镇的整64师，由于华东野战军阻击整9师在红石山以东地区，致使孤军突进的整45师第211旅在山阳庄地区被全歼。10月10日，胶河战役结束。蒋介石在青岛召开军事检讨会，整9师师长王凌云被指“作战不力”当场被撤职，调任国防部中将高级参谋，1947年10月21日副师长张金廷任整编第9师师长。张金廷是山东高密人，黄埔三期，1933年任第9师第49团团长，1938年任第9师第25旅旅长，1938年9月改任第9师副师长，1939年冬任第9师师长，1944年10月任第二军副军长，1946年底随部改为整编第九师任副师长。
1947年11月6日，整9师奉命从高密西调潍县，在朱阳、丈岭地区与设伏的华东野战军第二、七、九纵队遭遇，并发生激战，由于寡不敌众，整9师被迫占领大小麻湾、丈岭、刘河埠、万家庄等村落据守，损失1000余人。11月中旬，整9师在整64师、整198旅等部的接应、“交替掩护”下，11月15日撤至高密县城，留下整64师整159旅的1个团守高密牵制解放军，主力向大沽河以东胶县、城阳地区继续撤退。11月26日华野二纵攻克高密，歼2300人。11月下旬，由于整54师主力和整198旅分别在海阳地区和现子湾、上下仙游一带被华东野战军包围，整9师第76旅奉命增援，结果又被华东野战军第七纵队包围于南阡地区，后由于华东野战军主动撤围，才得以逃脱。胶高追击战历时一个月结束，国军被歼10,000余人。
1948年1月上旬，整9师原师长王凌云任南阳第十三绥靖区司令官，整9师拨归第十三绥靖区建制，而原归属整9师的整46旅改隶整5师，此时整9师下辖整9、整76旅。1948年1月下旬，整九师在师长张金廷率领下由山东青岛水运汉口，然后由司令官王凌云带领到达河南南阳第十三绥靖区驻地，随后，整9师在南阳城内修建了飞机场，构筑了城防工事，并对部队开展整补训练，5月上旬，整20师和整8师分别被中原野战军包围于兴隆集、马柳营一带，整9师奉命增援，向马柳营地区猛攻，策应整58师突围。两天后，整58师被全歼，整9师则退回南阳加强防务。1948年7月间，第十三绥靖区司令官王凌云获得情报称方城县一带有解放军的军事仓库，命令整76旅副旅长张桐森率领228团王英冠部前往搜查掠夺，谁知在柳河地区被中原野战军包围全歼，只剩下张桐森只身逃回。1948年9月，整9师正式恢复第二军的番号，第二軍軍長张金廷，副军长陳克非，下轄第九師，師長尹作干；第七十六師，師長劉平:31。1948年11月上旬，第十三绥靖区接白崇禧的命令，放弃南阳，第二军随绥靖区经新野向襄阳撤退，其间原军长张金廷因病调往国防部任中将部员，空缺的军长一职由副军长陈克非提升继任。1948年12月上旬，第二军奉命开往荆沙，并脱离第十三绥靖区建制，改归宋希濂第十四兵团指挥，下辖原来第9、76师外，另外新组建第164师归其建制。
1949年1月，第二军随第十四兵团主力布防于当阳一带，企图掩护鄂西江防，控制四川门户，2月上旬，解放军江汉军区部队突袭荆门，第二军奉命增援，但路途遥远，直至守军第七十九军被击溃，荆门失陷，第二军的援军方至。3月，第二军布防于宜昌一带。6月下旬，第二军奉命和第一二四军协同作战，向远安、当阳地区实行反击，并收复两座县城。7月，四野发动宜沙战役，第二军由宜昌地区北进，与解放军第四十七军在当阳东北处发生遭遇战，解放军第十三兵团各部见状立刻实施迂回包围计划，第二军发现解放军主力的意图后，全线退回宜昌，解放军尾随追击，7月中旬解放军各部对宜昌形成包围之势，第二军等部惧怕被歼，乘夜向三斗坪方向撤逃。1949年9月，以第二军为基础组建第二十兵团，军长陈克非兼任兵团司令官，此时第二军主力集中在巴东县城附近，主要负责巴东至野三关一线防务。10月中旬，解放军攻下大庸、永顺后，直接威胁到宋希濂集团的侧翼。第二军协同第一二四军奉命在咸丰、宣恩、恩施一线占领阵地，掩护宋集团主力撤退。11月上旬，第二军先行退入四川，以彭水为中心沿乌江布防。11月中旬，第二军由彭水西渡乌江撤退，撤退中烧彭水县城。第二军第九师在逃至彭水县马头山、马草坝地区时设伏，击溃追击而来的解放军第十二军第36师第108团，致使该团损失800余人，随团前进的师参谋长安仲琨阵亡。11月下旬，第二军随兵团通过白马山时，被占领山头的解放军截断，只有军直属队通过，后续的第9、第76、第164等3个师被迫另寻小路南逃，与军部失去联系。12月上旬，兵团司令官兼军长陈克非率领第二军军部直属队到达成都，兵团部兼军部驻扎在郫县县城。12月24日陈克非率领第二十兵团共12,000余人在郫县县城通电起义，而后奉解放军命令移至安岳、乐至、宜宾地区。只有第76师一部由师长张桐森带往西昌。后第二军被改编为中国人民解放军第五十军第167师一部，军长陈克非任解放军第五十军副军长，而以第九师为主的起义部队改编为第五十军第167师第499团。1950年，第167师并入第150师，开赴朝鲜战争前线。而被张桐森带往西昌的第76师残部于1950年3月在西昌与追击而至的解放军发生战斗，其中228团大部被歼，226团和227团一部于1950年5月向解放军投降。